# Vukašin Mrnjavčević
Vukašin Mrnjavčević je bil srednjeveški srbski velikaš, ki je kot srbski kralj vladal od leta 1365 do 1371, * okoli 1320, Livno, Bosna, † 26. september 1371, Černomen, Bolgarija.
Kot eden od najmočnejših velmož v neenotnem Srbskem cesarstvu je bil leta 1365 kronan za kralja, s čimer je postal sovladar carja  Stefana Uroša V. Leta 1369 se je z vedno šibkejšim carjem razšel in že leta 1371 skupaj z bratom Jovanom Uglješo padel v bitki pri Marici na pohodu proti osmanskim Turkom. 
V srbskem ljudskem izročilu je kot  "žura Vukašin" krivično obtožen za uzurpacijo prestola in umor carja Uroša.

## Poreklo in vzpon
O poreklu Vukašina in njegove družine ni veliko znanega. Dubrovniški zgodovinar Mavro Orbini (1563—1610) v svojem delu Il Regno de gli Slavi (Kraljestvo Slovanov) piše, da je bil Vukašin sin posestnika Mrnjave iz Livna. Mrnjava se je iz Livna preselil v Blagaj na Buni, pritoku Neretve, od koder ga je Stefan IV. Uroš Dušan poklical na svoj dvor. Po zapisu bizantinskega zgodovinarja Laonika Halkokondila iz druge polovice 15. stoletja sta imela brata Vukašin in Uglješa Mrnjavčević na Dušanovem dvoru naslova točaj (peharnik) in konjušnik (konjušar). V primarnih virih je prvi omenjen Uglješa leta 1346 kot Dušanov namestnik v Trebinju. Vukašin je prvič omenjen leta 1350 kot župan v Prilepu. Njuna sestra Jelena je bila poročena z Nikolom Radonjem, sinom sebastokratorja Branka Mladenovića, ki je imenu srbskega carja vladal v Ohridu. Domneva se, da se je prav v tem času začelo povezovanje Mrnjavčevićev z ozemljem v sedanji severni Severni Makedoniji.
Po smrti carja Dušana je med vladanjem njegovega naslednika Stefana Uroša V. (1355—1371) začela centralna oblast postopoma razpadati. Dušanov polbrat Simeon (1359—1372) je uzurpiral oblast v Epirju in Tesaliji, kar je v Srbskem cesarstvu v 1360. letih sprožilo ustanavljanje še drugih majhnih fevdalnih državic. Najmočnejši fevdalec je bil nekaj časa vladar zahodnih delov Srbskega cesarstva Vojislav Vojinović, ki je bil uradno zvest carju, neuradno pa je na svoj račun vodil vojno proti Dubrovniški republiki (1358—1362). Dubrovčani so želeli s Srbijo čim prej skleniti mir, zato se maja 1362  niso obrnili samo na carja Dušana, ampak tudi carico-mater Jeleno in Vukašina, kar kaže, da je bil Vukašin takrat ena od najvplivnejših osebnosti na srbskem dvoru. Kako je v tistem času potekalo ustvarjanje Vukašinove fevdalne posesti ni znano. Neznan je tudi njen obseg. Nenadna smrt Vojislava Vojinovića septembra 1363 je odprla prostor za nadaljnjo krepitev moči Mrnjavčevićev. 

## Urošev sovladar
Smrt kneza Vojislava Vojinovića se je časovno ujela z odhodom še nekaterih mogotcev iz Dušanovega obobja, med njimi carjevega zeta despota Dejana in despota Jovana Oliverja. Mrnjavčevići so medtem sklenili nekaj strateških zakonskih zvez, s katerimi so se zbližali z drugimi vplivnimi družinami. Vukašin je svojo hčerko Olivero okoli leta 1365 poročil z Đurađem I. Balšićem, glavo družine Balšić. Sina Marka ali Andrijaša je poskušal poročiti s princeso iz družine Šubić, ki je živela na dvoru bosanskega bana  Tvrtka. Markovo poroko je preprečil papež Urban V., ki ni dovolil, "da bi se katoliška kneginja poročila s shizmatikom". Marko se je nato neznano kdaj poročil z Jeleno, hčerko vplivnega vojvode Radoslava Hlapena. Uglješa se je poročil z Jeleno (Jefimijo), hčerko zakladnika Vojihne, namestnika Drame. Sorodnik Mrnjavčevićev je bil verjetno tudi Vlatko Paskačić, ktitor samostana Psača. Zveze Mrnjavčevićev so pripomogle k ustvarjanju politične enotnosti med oblastniki v različnih delih cesarstva in seveda krepitvi ugleda in moči Vukašinove družine.
Po smrti kneza Vojnovića je car Uroš izgubil podporo srbskega plemstva v Raši, zato se je obrnil k najmočnejši družini v tako imenovani Grški deželi. Vukašinu je avgusta ali septembra 1365 podelil visok naslov despota in ga nato kronal za kralja, s čimer je postal njegov sovladar. Vukašina je kronal srbski patriarh Sava IV. z blagoslovom samega carja. Vukašinov sin Marko je bil morda istočasno konan za "mladega kralja". Vukašinov vzpon so predstavniki drugih plemiških družin sprejeli z nezadovoljstvom, ker so se bali, da namerava izpodriniti dinastijo Nemanjićev, ki se je skrčila na nemočnega carja Uroša V.
Car in kralj sta sprva vladala složno, ker dokazje skupen denar, kovan v cesarskih kovnicah, in dokument iz dubrovniškega arhiva, ki priča, da sta v jeseni 1366 Uroš in Vukašin poslala v Dubrovnik skupno delegacijo pogajacev. V nadarbini sebastokratorja Vlatka Paskačića, samostanu sv. Nikolaja v Psači, se je ohranil izvirni skupni portret Uroša in Vukašina. Omemba, da je Uroš Vukašinu prostovoljno podelil naslov kralja, se je ohranila v knjigi Kraljestvo Slovanov (1601) Mavra Orbina.
Vukašin je bil kljub zvenečemu naslovu dejansko samo eden od srbskih zemljiških gospodov. Osamosvojeni velikaši so nanj gledali kot na nevarnega tekmeca in uzurpatorja  in potencialno nevarnost za okrepitev centralne oblasti. Razen tega je bil prvi srbski kralj, ki ni bil iz svetorodne  dinastije Nemanjić. Naslovi, ki jih je car Uroš podelil Mrnjavčevićem, so jim dali zakonsko osnovo za širjenje njihove oblasti. Vukašin, ki se je na dokumentih podpisoval s  "kralj Srbov in Grkov", je po letu 1365 razširil svojo oblast proti severu do Novega Brda in Prištine, ki je bila po Orbinovem pisanju njegova prestolnica. Posedoval je tudi Skopje in  Prizren in imel velik vpliv na svoje sorodnike Balšiće v Zeti in Radoslava Hlapena. Reka Vardar je najverjetneje predstavljala smo formalno mejo med posestmi Vukašina in Uglješe. Uglješa je prav leta 1365 postal nesporni gospodar Serske kneževine, ker je Dušanovo vdovo Jeleno prisilil, da se je umanila v samostan.

## Spori med srbskimi velikaši
Vse kaže, da sta se sovladarja Uroš in Vukašin razšla leta 1369. Po obdobju krepitve moči srbskrga plemstva po celem cesarstvu se je začelo obdobje vzpona raškega župana  Nikole Altomanovića in kneza Lazara Hrebeljanovića. Širjenje Vukašinove oblasti na sever proti z rudniki bogatemu Kosovu je sprožilo spor z raško gospodo. Po Mavru Orbinu sta Altomanović in Hrebeljanović sklenila zavezništvo proti Mrnjavčevićem in na svojo stran dobila carja Uroša. Do prelomnega spopada med zaveznikoma in Mrnjavčevići je prišlo na Kosovskem polju leta 1369. Lazar se je že na začetku bitke umaknil z bojnega polja, vojska bojevitega župana Altomanovića pa je pretrpela velike izgube. Župan sam se je komaj rešil. Uroš in nekaj dvornih mogotcev je bilo ujetih, njihovi vojaki pa so padli.
Prekinitev sovladanja je pomenila razpad vseh, tudi formalnih sledi centralne oblasti v Srbskem cesarstvu.  Po letu 1369 je car Uroš povsem izginil s političnega prizorišča, Vukašin pa je vladal kot samostojen vladar. Dubrovčani so Urošu do smrti plačevali davek, aprila 1370 pa so se razen nanj neposredno obrnili tudi kralja Vukašina, ki jim je samostojno in brez omenjanja svojega sovladarja potrdil obstoječe privilegije.
Spori med plemstvom s se nadaljevali. Nikola Altomanović se je po porazu leta 1369 s pomočjo ogrskega dvora hitro opomogel. Kot nasprotnik v bitki leta 1369 in Balšićev tekmec in nasprotnik je kmalu občutil Mrnjavčevičev gnev. Mrnjavčevići, Balšići in Dubrovčani so proti njemu sklenili zavezništvo in ga sklenili napasti. Junija 1371 je Vukašin s sinom Markom in številčno vojsko taboril v Skadru, od koder je načrtoval pohod proti Onogoštu (sedanjem Nikšiču). Dolgo načrtovana in nedavno sklenjena zveza je v zadnjem trenutku razpadla, ker se je Vukašin na poziv brata Uglješe odzval na osmanske grožnje na vzhodni meji Serske kneževine.

## Bitka na Marici
Konec 60. let 14. stoletja je Osmansko cesarstvo utrdilo svoj položaj v dolini reke Marice. Začeli so se roparski pohodi na ozemlje despota Uglješe, ki se je že že leta 1368 resno pogajal z Bizantinci za sklenitev zavezništva, vendar od nesložnega bizantinskega dvora ni mogel pričakovati nobene pomoči, zlasti med vladanjem Ivana V. Paleologa. Pričakoval je tudi pomoč iz zahodne Evrope,  vendar jo je dobil samo od brata Vukašina. Raško plemstvo zaradi sovraštva do Mrnjavčevićev v pripravah na obrambo pred Turki ni sodelovalo, Balšići so bili preobremenjeni s spopadi z Altomanovićem in Karlom Topijem, sebastokrator Vlatko leta 1371 verjetno ni bil več živ, za Radoslava Hlapena pa ni znano ali se je bitke na Marici udeležil ali ne.
Po srbskem zgodovinarju Radetu Mihaljčiću ponesrečeni pohod leta 1371 priča o pogumu in državniškem talentu Vukašina in Uglješe, ki sta nameravala pregnati Turke z Balkana z zasedbo njihove prestolnice Edirne (Odrin). Zmaga na meji bi bila začasne rešitev, zasedba Odrina pa bi resno zamajala položaj Osmanov v Evropi. V bitki pri Černomenu nedaleč od Odrina sta v bitki z Osmani 26. septembra 1371 oba brata padla. Potek bitke zaradi pomanjkanja primarnih virov ni znan. Starosta Izaija, sodobnik dogodkov, je o bitki zapisal:
| Jер Турке не истераше већ сами од њих изгибоше и кости им тамо падоше и непогребене осташе, и велико мноштво војске или погибе од мача или допаде ропства, а неки умакоше и вратише се.” | Ker Turkov niso izgnali, so bili sami od njih pogubljeni, in njihove kosti so popadale po tleh in ostale nepokopane. Velika množica vojakov je padla pod mečem ali bila ujeta, nekateri pa so preživeli in se vrnili. |  |

Takojšnja posledica poraza je bila ukinitev Serske kneževine, Marko Mrnjavčević, brata Dragaš, bizantinski cesar Ivan V. Paleolog in bolgarski vladarji pa so postali vazali osmanskega sultana Murata I. Srbski car Uroš, ki v dogajanjih ni igral nobene vloge, je 2. ali 4. decembra 1371 umrl. Supaj z njim je umrla tudi nemanjiška država. Vukašina je kot kralj formalno nasledil sin Marko. 
Bitka na Marici je označila konec prevlade dinastije Mrnajvčević, osmanskemu vazalu Marku Mrnjavčeviću pa je od obsežnih očetovih posesti ostala samo zahodna Makedonija v okolici Prilepa.

## Družina
Vukašin je bil poročen z Jeleno Bolgarsko, ki se v nekaterih virih imenuje Aljena ali Jevrosima. Po legendi sta se Vukašin in njegov sin kraljevič Marko Mrnjavčević poročila v samostanu Zrze. Znano je, da je Helena preživela svojega moža in je po njegovi smrti odšla v samostan. Umrla je po letu 1388 kot nuna Jelisaveta. Vukašin in Jelena sta imela najmanj pet otrok, štiri sinove in eno hčerko. 
- Marko (padel v bitki na Rovinah 17. maja 1388), v ljudskem izročilu bolj znan kot Kraljevič Marko, je bil od leta 1371 do 1395 naslovni srbski kralj.
- Andrijaš (umrl pred 1399) je bil gospod v zahodni Makedoniji in od leta 1394 srbski mogotec v službi ogrskega kralja Sigismunda.
- Ivaniš padel leta 1385 v borbi z Osmani na Saurskom polju.
- Dmitar (umrl po 1407), srbski zamljiški gospod in diplomat Sigismunda Luksemburškega.
- Olivera, soproga Đurđa I Balšića, s katerim je bila poročena od okoli 1365 do 1371.